# 3039 Янгель
3039 Янгель (3039 Yangel) — астероїд головного поясу, відкритий 26 вересня 1978 року.
Тіссеранів параметр щодо Юпітера — 3,372.
Названо на честь радянського вченого-механіка, конструктора у галузі ракетно-космічної техніки Михайла Янгеля (1911 — 1971).